# Anaxandra (cràter)
Anaxandra és un cràter d'impacte en el planeta Venus de 20,4 km de diàmetre. Porta el nom d'Anaxandra (fl. 228 aC), artista grega, i el seu nom va ser aprovat per la Unió Astronòmica Internacional el 1994.